# زدين
زدين هي إحدى بلديات ولاية عين الدفلى الجزائرية، تقع شمال الجزائر تبعد عن الجزائر العاصمة بحوالي 188 كلم غربا يحدها شمالا بلدية الروينة وغربا العطاف وجنوبا الماين وبلعاص والحسنية وشرقا بلدية بوراشد، يقدر عدد سكانها بـ14656نسمة، وتبلغ المساحة الإجمالية للبلدية 106.08 كلم2.، وهي ذات طابع فلاحي ورعوي، بها سد أولاد ملوك من أهم منتوجاتها البطاطا والدلاع والبصل والخس. بها وادي اسمه وادي زدين. تاريخيا كانت مركزا للمجاهدين ضد الاحتلال الفرنسي.

## تاريخ
كانت منطقة زدين بلدية خلال الفترة الممتدة من 1889 إلى غاية 1963 وواعتمدت بلدية طـبقا للتقـسيـم الإداري سـنة 1984م.
في اغسطس 1948، انعقد بها مؤتمر للتحضير للثورة بـغابة العيون جنوب مقر البلدية تحت إمرة محمد بلوزداد بحضور أحمد بن بلة وعبد الحفيظ بوصوف.
عانت زدين من ويلات العشرية السوداء حيث هدم مقر البلدية والحضيرة والمركز الصحي الوحيد بالبلدية والمدرسة الابتدائية محمد بواشري ومتوسطة محمد بوطاقة ودار الشباب والكثير من سكنات المواطنين كل ذلك تم في ليلة واحدة في صيف 1994.